# Eutelia discistriga
Eutelia discistriga är en fjärilsart som beskrevs av George Francis Hampson 1912. Eutelia discistriga ingår i släktet Eutelia och familjen nattflyn. Inga underarter finns listade i Catalogue of Life.